# Gleixhe
Gleixhe (wallonisch: Li Gléjhe) ist ein Weiler der Ortschaft Awirs in der Gemeinde Flémalle. Der Ort befindet sich im Arrondissement Lüttich in der belgischen Provinz Lüttich direkt südlich an der A15.

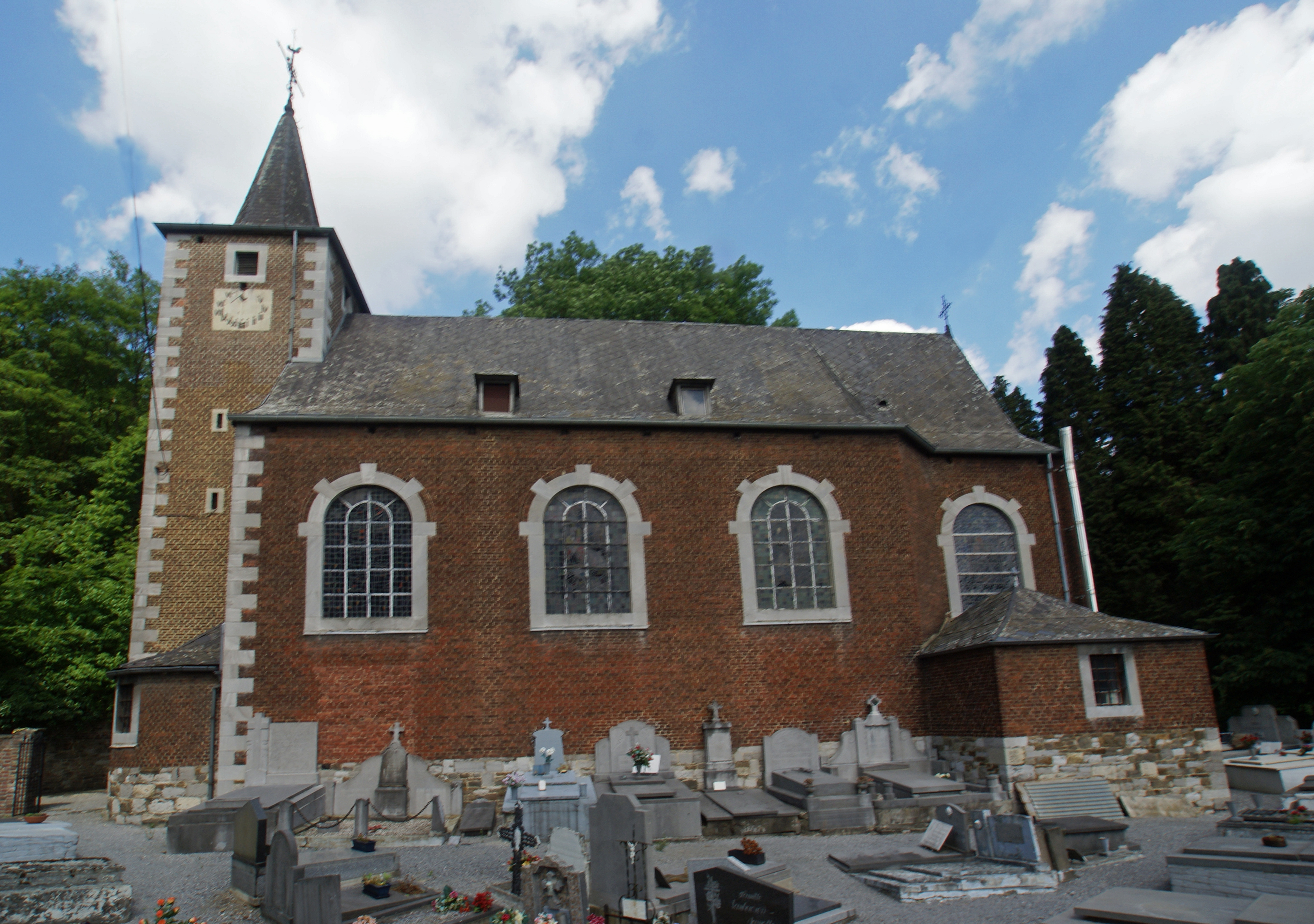
Lambertikirche

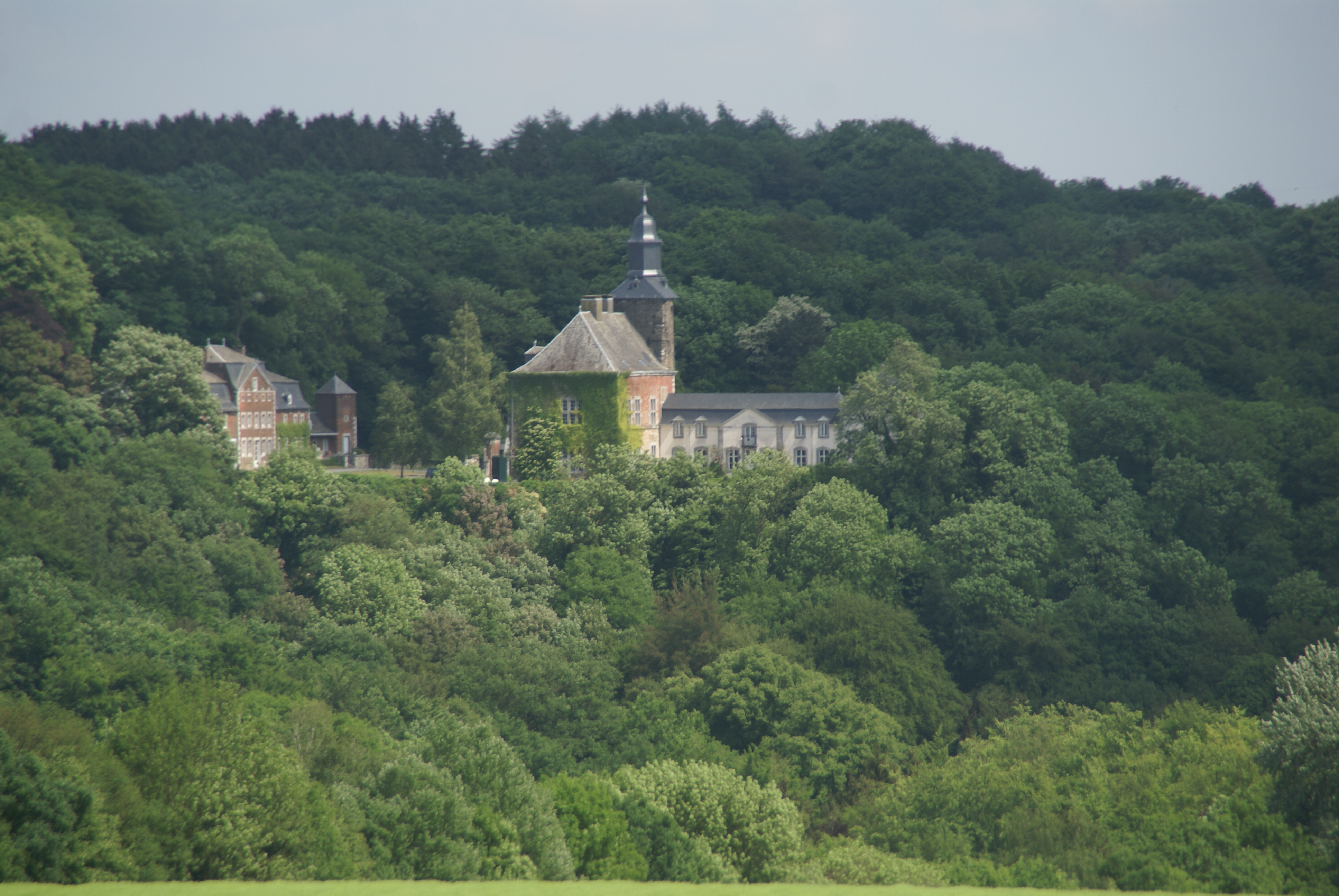
Hautepenne-Schloss

Gleixhe war eine eigenständige Gemeinde, bis sie im Jahr 1964 in die Ortschaft Awirs eingemeindet wurde, die selber 1977 zur Gemeinde Flémalle kam.

## Sehenswürdigkeiten
Die im klassizistischen Stil neu errichtete Kirche Saint-Lambert aus dem Jahr 1779 sowie das Schloss Hautepenne.

## Ansiedlungen
Boubou, Bouhet, Boverie, Broussoux, Godin, Hautepenne, Rond Fawe, Thier Pays, Long Barre